# Linearni izvori napajanja
Izvori jednosmernog napona predstavljaju neophodni deo svakog elektronskog uredaja. Kvalitet jednosmernog napajanja je od suštinskog značaja za pouzdan rad uređaja. Zadatak izvora napajanja je da naizmjenični napon iz mreže pretvori u jednosmerni, svodeći pri tome njegovu amplitudu na željeni nivo, kao i da takav jednosmjerni napon učini dovoljno stabilnim u smislu imunosti na varijacije mrežnog napona i šumove. Pored toga, savremeni izvori napajanja omogućavaju i regulaciju izlaznog jednosmernog napona, odnosno podešavanje njegove amplitude, smanjenje osetljivosti na promenu temperature, kao i dodatno ﬁltriranje. To znači da se, kao osnovni blokovi izvora napajanja, mogu razlikovati ispravljač, ﬁltar i stabilizator napona. Takođe, izvor napajanja mora da obezbedi električnu izolaciju između ulaza i izlaza, kao i zaštitu od preopterećenja.
Uloga mrežnog transformatora je da prilagodi napon mreže na potreban nivo jednosmernog potrošača, ali i da izvrši galvansko odvajanje izlaznog jednosmernog napona od mreže. Tip transformatora se određuje na osnovu izlaznog napona I snage koja se kroz njega prenosi.
Funkcija bloka ispravljačkih elemenata je pretvaranje prostoperiodičnog napona u jednosmerni pulsirajući napon. Njegov rad se zasniva na ispravljačkom svojstvu poluprovodničkih dioda.
Filtri u ispravljačima imaju zadatak da iz jednosmernog pulsirajućeg napona izdvoje konstantnu komponentu srednju vrijednost. Uloga filtara se može formalno objasniti preko razlaganja izlaznog signala sa ispravljačkog bloka u Furijeov red tako, da niskopropusni filtar propusti samo konstantni član. U fizičkom smislu se uloga filtara može objasniti u smislu da je filtar sastavljen od akumulacionih elemenata koji snabdevaju potrošač energijom kada napon sa ispravljačkog bloka padne na malu vrednost.
Kod linearnih izvora napajanja se, u opštem slučaju, ulazni napon vrednosti Vin transformiše u izlazni napon vrednosti Vout na principu promenljive provodnosti komponente koja se nalazi između ulaza i izlaza, pri čemu je . Ako je izlazna struja Iout, onda je snaga koja se
disipira na takvoj komponenti (Vin − Vout)Iout. Izvori napajanja koji se najčešće sreću u praksi transformišu naizmjenični napon iz gradske mreže u stabilisani jednosmjerni napon određene vrjednosti.

## Poluprovodnički ispravljač
U polutalasnom ispravljanju samo se pozitivna ili samo negativna poluperioda naizmeničnog napona propušta kroz ispravljač, što zavisi od polarizacije diode. Time se na izlazu dobija svaka druga poluperioda sa nultom vrednošću između. Ovakav tip ispravljača se koristi kada se želi ušteda na materijalu. Mana mu je što otežava filtriranje, pa se stoga primenjuje samo za izuzetno male snage potrošača, kojima ne smeta talasni oblik napona.
Kada je generator u pozitivnoj poluperiodi, potencijal anode je viši od potencijala katode, i dioda provodi. Kada je generator u negativnoj poluperiodi, potencijal anode je niži od potencijala katode, i dioda ne provodi.

### Ispravljač sa transformatorom sa srednjom tačkom
Kada je napon na sekundaru transformatora pozitivan, provodi dioda D1, a dioda D2 je inverzno polarisana i ne provodi. Kada je napon na sekundaru transformatora negativan, provodi dioda D2, dok je dioda D1 inverzno polarisana. Međutim, u slučaje negativne poluperiode, dioda D2 je tako vezana za potrošač, da tu poluperiodu potrošač vidi kao pozitivnu.
Nedostaci
- Teško je locirati tačan centar sekundarnog namotaja transformatora
- Diode koje se koriste moraju da imaj veliki napon inverzne polarizacije
- Svaka dioda koristi samo jednu polovinu ciklusa sekundarnog napona, tako da je DC izlaz mali

### Punotalasni ispravljač sa Grecovim spojem
Grecov spoj ima brojne prednosti jer koristi transformator sa dvostruko manje navojaka na sekundaru i diode sa dvostruko manjim probojnim naponom. Mana je upotreba četiri diode, ne zbog utroška materijala, već zbog dvostruko većeg pada napona na diodama i veće disipacije snage, odnosno zagrjevanja. To je pogotovu nepovoljno kada se generišu mali jednosmerni naponi, jer se koeficijent korisnog dejstva ispravljača veoma smanjuje.
U praksi najzastupljenije dvostrano ispravljanje pomoću Grecovog spoja. Grecov spoj se može realizovati u diskretnoj tehnici pomoću četiri diode, ali se danas primenjuje integrisana varijanta u kojoj su sve diode na jednom čipu, tako da je i pakovanje pogodno za površinsku montažu na štampanu ploču.
Analiza je jednostavna za razumjevanje kad se rad ispravljača gleda odvojeno za pozitivnu poluperiodu I odvojeno za negativnu poluperiodu ulaznog napona.

## Filtar
Oblik napona na izlazu iz ispravljača nije pogodan za praktičnu upotrebu, pa se zbog toga uvodi ﬁltarski blok koji se u najprostijem slučaju sastoji od jednog elektrolitskog kondenzatora. Polutalasni i punotalasni ispravljači su dovoljni za stvaranje jednosmerne struje, ali ni jedan ni drugi ne isporučuju potrošaču konstantnu jednosmjernu struju. Da bi se dobila konstanta jednosmerna struja na izlazu mora se koristiti kolo za peglanje napona. Filtar i ispravljač imaju veoma velik međusobni uticaj i zato se uvijek analiziraju zajedno. Najjednostavniji oblik tog kola jeste sa kondezatorom paralelno vezanim sa ispravljačkim blokom.
Dok napon na izlazu ispravljača raste, on puni kondenzator i istovremeno isporučuje struju opterećenju. Nakon četvrtine periode, kada napon ispravljača dostigne maksimalnu vrednost, kondenzator je napunjen do maksimalne vrednosti. Nakon ovoga napon na ispravljaču počinje da opada. To izaziva pražnjenje kondenzatora kroz opterećenje. Ako je kapacitivnost kondenzatora dovoljno velika, kondenzator će se sporije prazniti nego što opada napon na ispravljaču. Tako potrošač dobija napajanje sa manjom „talasnošću“. Ukoliko je kapacitivnost kondenzatora veća to će talasanje napona biti manje. Zato se u ovim slučajevima najčešće koriste elektrolitski filtri. Da bi se još više smanjila talasnost napona, može se koristiti P filtar (sastoji od kondenzatora i kalema).
Induktivni filtar
Filtriranje ispravljenog napona i smanjenje vodljivosti može se postići i sa kalemom koji se veže serijski s potrošačem
- kalem svojim induktivnim otporom spriječava porast struje jer se u njoj indukuje elektromotorna sila koja je suprotnog smjera naponu
- kada struja počinje opadati u kalemu se indukuje EMS istog smjera kao i napon i ona će podržavati proticanje struje kroz potrošač čak i kad napon nestane
- ovo proticanje struje kroz kalem nije u fazi s naponom
- što je veći induktivitet kalema talasnost je manja, ali više opada i srednja vrijednost ispravljene struje odnosno ispravljenog napona
- dobra strana kalema je što preuzima na sebe sve udare napona pri uključenju ispravljača
- ispravljač s kalemom o daje niži izlazni napon

## Stabilizacija
Zbog linearnosti kola, svaka promena amplitude ulaznog napona proporcionalno će se odraziti i na vrjednost napona, Vizl. Zbog toga se za dodatnu stabilizaciju jednosmjernog napona koriste linearni stabilizatori napona. To su integrisana kola koja omogućavaju da vrjednost izlaznog napona bude nezavisna od varijacija ulaznog napona, opterećenja i temperature.
Kondenzator Ci predstavlja paralelnu vezu ﬁltarskog kondenzatora i kondenzatora manje vrednosti (tipično 1 μF), čija je uloga da sprječi eventualnu pojavu oscilacija u kolu, posebno ako filtarski kondenzator nije lociran blizu integrisanog kola stabilizatora. Kondenzator Co ima ulogu dodatnog filtriranja, u smislu poboljšanja odziva stabilizatora u prelaznim režimima,a tipične vrednosti su u opsegu (0,1–10) μF. Kvalitet stabilizacije izlaznog napona se opisuje parametrom koji se naziva faktor stabilizacije napona (engl. line regulation).
Na slici je prikazano osnovno stabilizatorsko kolo sa Zener diodom. Izlazni napon stabilizatora je određen Zenerovim naponom upotrebljene diode. Kada se struja potrošača Iizl povećava, raste i struja Iul koju daje izvor nestabilisanog napona. Pad napona na redno vezanom otporniku R se povećava, a struja kroz Zener diodu Iz se smanjuje. Napon na krajevima Zener diode je skoro konstantan bez obzira na struju kroz diodu, a to znači da se potrošač napaja konstantnim naponom.
Nedostatak ovog kola se ogleda u tome što struja opterećenja ne može biti veća od maksimalno dozvoljene struje kroz Zener diodu. Obično, zbog bolje stabilizacije, struja opterećenja treba da zadovolji uslov:
Na osnovu poznate disipacije snage i Zenerovog napona dobijamo:
Empirijski je utvrđeno da je stabilizacija najbolja kada je ulazni napon bar dva puta veći od izlaznog.
Minimalna vrednost otpornika R se računa pomoću izraza:
Pod uslovom da napon brujanja ne prekorači 5% izlaznog napona, vrednost kondenzatora C1 dobija se iz približnog obrasca:
Kapacitet kondenzatora C2 se određuje iz relacije:
Ako potrošač zahteva veću struju od maksimalne dozvoljene struje Zener diode, tada se primenjuje stabilizacija pomoću kola sa aktivnim elementima.
Maksimalni izlazni napon jednak je Zenerovom naponu primenjene diode umanjenom za napon Ube koji za silicijumske tranzistore iznosi 0,6-0,7V.
Zener dioda konstantnim napon baze. U slučaju smanjenja izlaznog napona Ui smanjiće se se napon na emiteru rednog tranzistora što ima za posledicu povećanje napona između baze i emiter. Ovo povećanje napona izaziva povećanje kolektorske struje, smanjuje se pad napona na redno vezanom tranzistoru i izlazni napon se povećava. Tranzistor se, dakle, ponaša kao promenljiva otpornost koja se menja sa promenom napona ozmeđu baze i emitera.
Potreban ulazni napon određuje se iz uslova koje diktiraju varijacije mrežnog napona i dozvoljena vršna vrednost napona brujanja. U slučaju da je varijacija mrežnog napona -10% i dozoljen napon brujanja 5% vrednosti izlaznog napona:
Vrednost od 2V se uzima kao neka vrsta sigurnosti zbog postojanja napona zasićenja kolektorskog spoja.
Zener dioda je u praznom hodu stabilizatora najopterećenija. Zbog toga se u prethodnoj relaciji vrednost ulaznog napona povećava za proizvod RisIumax, gde je Ris unutrašnja otpornost ispravljača, a Iumax maksimalna ulazna struja. Faktor 2 u imeniocu se javlja zbog toga šo postoje dva otpornika R1 jednake vrednosti. Otpornik R2 deluje kao predopterećenje a njegova približna vrednost se dobija iz uslova:
Kondenzator C3 služi za prigušenje napona brujanja i za mrežu od 50 Hz izračunava se kao:
gde je C3 kapacitet u mikrofaradima , a R1 otpornost u kiloomima.
Pri izboru tranzistora treba imati u vidu da kroz potrošač i redni tranzistor protiče približno ista struja, što znači da maksimalna kolektorska struja treba da bude veća od maksimalne struje potrošača.

## Osnovne karakteristike linearnih izvora napajanja
| Parametar                     | Vrjednost | Jedinica |
| ----------------------------- | --------- | -------- |
| faktor stabilizacije napona   | 0,02–0,05 | %        |
| faktor regulacije opterećenja | 0,02–0,1  | %        |
| Ripple                        | 0,5–2     |          |
| Opseg ulaznog napona          | ±10       | %        |
| Eﬁkasnost                     | 40–55     | %        |
| Vreme održanja                | 2         |          |
| Vreme oporavka                | 50        |          |

Vrjeme održanja se deﬁniše kao vrjeme za koje je izvor u mogućnosti da održava izlazni napon po prekidu ulaznog napona. Vrjeme oporavka predstavlja vrjeme za koje izvor uspostavlja stabilan izlazni napon nakon skokovite promjene ulaznog napona ili struje opterećenja.

## Literatura
- Elektronika, Srđan Stanković, Radomir Laković, TF Podgorica
- Mjerenja u elektrotehnici, Vojislav Bego
- Predavanja iz predmeta Elektronika, sa treće godine Elektrotehničkog fakulteta u Podgorici, od strane prof. dr Zorana Mijanovića
- Predavanja analogna elektronika ETF Niš sa interneta
- Dokić, Branko L. (2007). Energetska elektronika - pretvarači i regulatori. Beograd/Banja Luka: Akademska misao/Elektrotehnički fakultet.